# 機械化
機械化（mechanization）とは、腕力を要する仕事に人間の労働者を補助する機械を導入すること。また、人間や使役動物の単純労働を機械で置換すること。機械化の次の段階が自動化である。手で使う道具も一種の機械化であり、ねじを締めたり、穴を開けたり、釘を打ったり、表面を磨いたりといった作業における労力を軽減する。

## 用語
「機械化」という用語は主に工業分野で使われる。蒸気機関駆動の旋盤などの動力供給された工作機械が登場したことで、様々な作業にかかる時間が劇的に削減され、生産性が向上した。今日、手で使う道具・工具（ハンドツール）だけで何かを生産すること（手作り、ハンドメイド）は逆に珍しくなっている。

### 軍事での用法
軍事において「機械化」とは、無限軌道の装甲戦闘車両（特に装甲兵員輸送車）を使用して軍勢を戦場まで輸送することをいう。機械化は歩兵の機動力と戦闘力を劇的に改善した。先進国の軍では、空挺部隊を除いた歩兵はほとんど全て機械化されている。
また、「機械化」はそれまで馬が果たしていた様々な機能（兵站や大砲などの牽引）を自動車で代替することを指すこともある。

### 農業での用法
農業での「機械化」は、人力や畜力を動力源として単純な道具で行っていた作業を電動機や内燃機関を動力源とした農業機械で置換することをいう。これには例えば、足こぎ式の脱穀機からもっと複雑な耕耘機、さらにはGPS誘導式コンバインハーベスターなどがある。

## 労働力としての機械と人間
単純労働力の効率を比較すると、人間の労働者の効率は1%から5.5%である（手仕事から全身を使った仕事までの作業の種類によって異なる）。内燃機関はだいたい20%の効率である。中には50%弱の効率の内燃機関もある。電動機の効率は90%である。水素を燃料とする内燃機関の効率は30%である。水素燃料電池を使ったエンジンの効率は40%から60%である。
内燃機関を使う場合のコストと人間の労働者を使う場合のコストを比較すると、同一コストで可能な作業量は内燃機関の方が多い。1リットルの化石燃料で内燃機関を駆動した場合の作業量は、100人の労働者が24時間両手で作業した場合、または10人の労働者が脚で作業した場合に相当する。
仕事量という面でも、人間は機械に及ばない。平均的な人間が一日中働いたときの仕事量は250Whだが、機械なら遥かに多くの仕事ができる。例えば、人間が一生懸命働いても1kWhの仕事をするのに4日かかるが、同じ仕事を内燃機関でやらせると、1時間弱でしかも1リットル未満の燃料消費で実行できる。
効率の面でも仕事量の面でも人間は機械に太刀打ちできず、経営者が単純労働に機械の方を選ぶことは明らかである。人間は少なくとも労働で消費したカロリーと同じだけの経済的補償がなければ生きていけないし、多くの場合それ以上の賃金を要求する。労働者の賃金をたとえ1日1ドルと仮定したとしても、1kWhの仕事に4ドルのコストがかかる。これは例えば太陽光発電パネルのエネルギーコストよりも高くつく。